# Göhren-Döhlen
Göhren-Döhlen este o comună din landul Turingia, Germania.